# Justizvollzugsanstalt Landshut

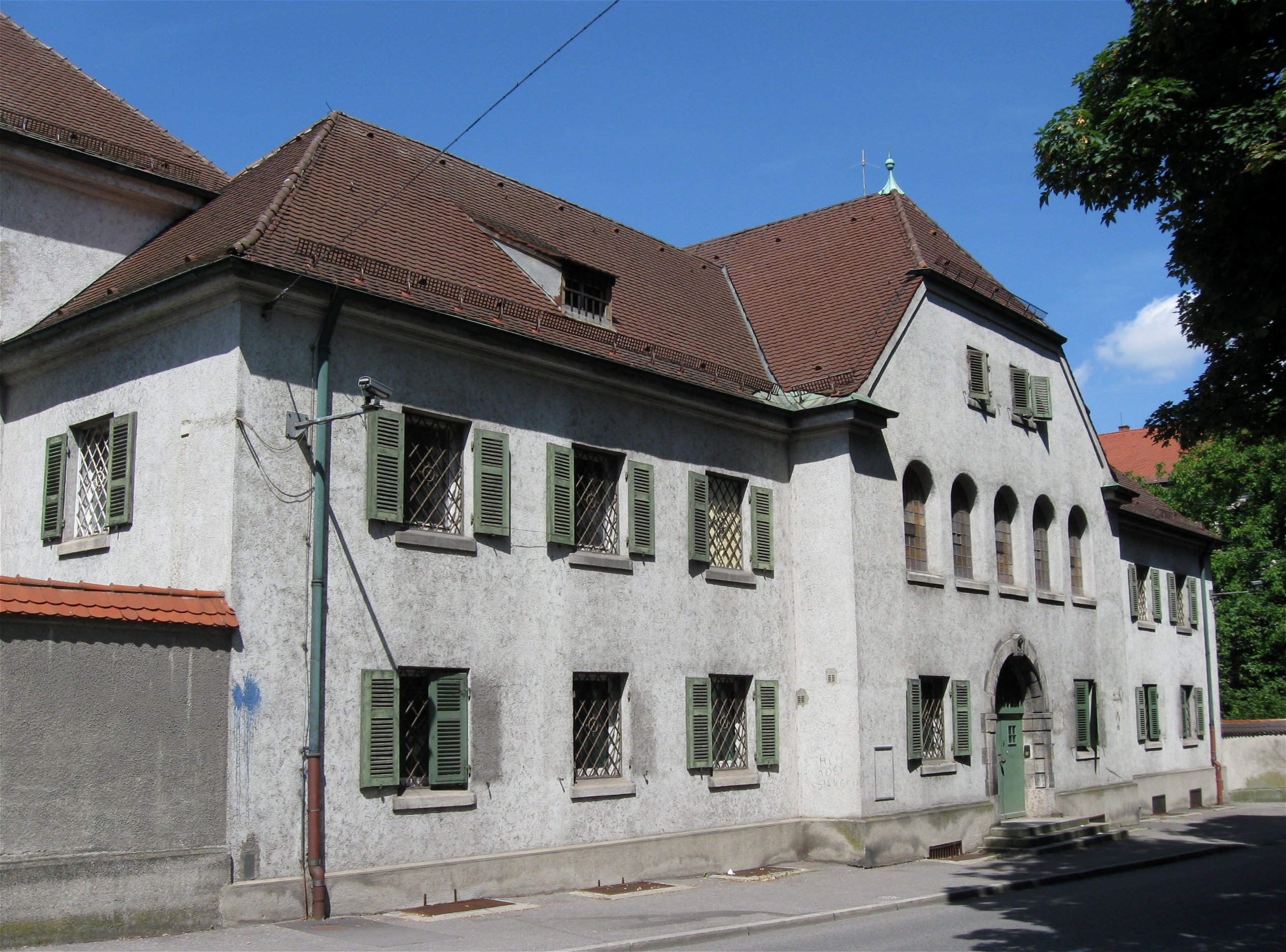
Altes Amts- und Landgerichtsgefängnis Landshut (Kopfbau zur Inneren Münchener Straße)

Die JVA Landshut ist eine Justizvollzugsanstalt in Berggrub auf dem Stadtgebiet von Landshut in Niederbayern.

## Geschichte
Die Einrichtung wurde 1906/07 als Landgerichtsgefängnis errichtet und ersetzte das ältere Gefängnis in der Spiegelgasse. Das Landgerichtsgefängnis befand sich am südwestlichen Stadtrand von Landshut an der Inneren Münchener Straße. Ihren Höchststand hatte dieses Gefängnis 2002 mit 299 Gefangenen (einschließlich Freigängern). Es schloss am 31. Mai 2008.
Die neue Justizvollzugsanstalt befindet sich am südöstlichen Stadtrand in Berggrub und begann ihren Dienst zunächst im Probebetrieb am 10. Februar 2008. In unmittelbarer Nähe, aber außerhalb der Gefängnismauern befindet sich die Jugendarrestanstalt Landshut.
Seit 1980 werden auch die selbstständigen Justizvollzugsanstalten Mühldorf am Inn und Erding von Landshut aus mitverwaltet. Seit 15. September 2014 auch die Jugendarrestanstalt Landau an der Isar.
Am 24. Mai 2014 starb der Asylbewerber Muslim H., nachdem ihn acht Justizbeamte gemeinsam niedergerungen hatten. Zuvor hatte Muslim H. laut Polizei in seiner Zelle randaliert, ein Fenster zerbrochen, sich dabei selbst und Justizbeamte schwer verletzt, die ihn beruhigen wollten.

## Trivia

### „Aufstand der letzten Generation“
Besondere Aufmerksamkeit erlangten 2022 Aktivisten der Gruppe Letzte Generation, die nach oder vor Protesten in Gewahrsam genommen und neben der JVA Stadelheim auch hier her verbracht wurden. Einige Richter in Bayern reagierten auf die wiederholten und teils unangemeldeten Aktionen der Bewegung mit einer Präventivhaft von bis zu 30 Tagen unter Anwendung des Polizeiaufgabengesetzes (Bayern). Mehrere Klimaaktivisten wurden daraufhin wiederholt in Landshut und Stadelheim inhaftiert.